# Alexius zu Bentheim und Steinfurt
Alexius Friedrich zu Bentheim und Steinfurt (* 20. Januar 1781 in Burgsteinfurt; † 3. November 1866 ebenda) war der 2. Fürst zu Bentheim und Steinfurt und somit ein deutscher Standesherr im Königreich Hannover (vormalige Grafschaft Bentheim) und im Königreich Preußen (vormalige Grafschaft Steinfurt). Die Residenz war Bentheim. Sein vollständiger Titel war: Fürst und Herr der beiden Grafschaften Bentheim und Steinfurt wie auch Tecklenburg und Limburg, Herr zu Rheda, Wevelinghoven, Hoya, Alpen und Helfenstein, Erbvogt zu Köln.

## Familie
Er entstammte der jüngeren Linie des Hauses Bentheim-Steinfurt. Sein Vater war Fürst Ludwig Wilhelm Geldricus Ernst zu Bentheim und Steinfurt. Die Mutter war Wilhelmine (geb. von Holstein-Glücksburg). Er heiratete am 17. Oktober 1811 Wilhelmine Caroline Friderike Maria, Prinzessin von Solms-Braunfels. Aus der Ehe gingen sechs Kinder hervor. Dies waren der Haupterbe Ludwig (1812–1890), Wilhelm (1814–1849), Julius (1815–1857), Carl Everwyn (1816–1854), Auguste (1817–1880) und Ferdinand (1819–1889).

## Leben
Er studierte in Marburg unter anderem bei Johann Stephan Pütter. Nach dem Tod des Vaters übernahm er als Standesherr die im Zusammenhang mit dem Wiener Kongress (1815) neu errichtete Standesherrschaft, deren Territorium vor 1806 (Rheinbund) unter der Souveränität des Hauses Bentheim-Steinfurt stand. Die beiden Grafschaften umfassten eine Fläche von 19,9 Quadratmeilen mit rund 26.000 Einwohnern. Die Jahreseinkünfte des Fürsten wurden auf 160.000 Gulden geschätzt.
Kurz nach der Übernahme der Standesherrschaft wurde er 1821 von der Linie Bentheim-Tecklenburg-Rheda verklagt. Dabei ging es um den Besitz der Grafschaften Bentheim und Steinfurt. Dabei wurde der Prozess um den in Preußen gelegenen Besitz bis 1829 und um den im Königreich Hannover gelegenen Besitz noch länger geführt. Letztlich wurde Fürst Alexius der Besitz bestätigt. Im Übrigen war die Grafschaft Bentheim, die seit langem Pfandbesitz Hannovers war, seit 1823 wieder zum Haus Bentheim-Steinfurt zurückgekommen. In seiner Zeit wurde begonnen, die heruntergekommene Burg Bentheim zu restaurieren. In seine Zeit fällt auch die Einrichtung eines Heilbades.
Er war Mitglied des westfälischen Provinziallandtages und 1847/48 Mitglied des Ersten und Zweiten Vereinigten Landtages. 1854 ließ er sich im Provinziallandtag durch seinen Sohn Julius und 1845 und 1851 durch seinen Sohn Ludwig vertreten. Seit 1854 war er offiziell Mitglied des preußischen Herrenhauses, ohne tatsächlich dort aktiv geworden zu sein.